# Molophilus poecilonotus
Molophilus poecilonotus är en tvåvingeart som beskrevs av Alexander 1924. Molophilus poecilonotus ingår i släktet Molophilus och familjen småharkrankar. Inga underarter finns listade i Catalogue of Life.